# Piacenza Football Club 1974-1975
Questa voce raccoglie le informazioni riguardanti il Piacenza Football Club nelle competizioni ufficiali della stagione 1974-1975.

## Stagione
Nella stagione 1974-1975 il Piacenza ha disputato il girone A della Serie C, con 57 punti ha vinto il torneo con sette punti di vantaggio sulla seconda classificata il Monza, ed è salito in Serie B.
La squadra piacentina affidata a Giovan Battista Fabbri disputa un indimenticabile torneo, vincendolo con 24 vittorie e 69 reti realizzate, tre giocatori biancorossi in doppia cifra tra i marcatori, Natalino Gottardo 11 reti senza rigori, Giorgio Gambin con 12 centri ed il capo cannoniere del girone Bruno Zanolla autore di 23 reti.
Nella Coppa Italia di Serie C il Piacenza supera nel girone del primo turno il Carpi ed il Modena, poi si ferma nei sedicesimi della manifestazione, estromesso nel doppio confronto dal Mantova.

## Rosa
| N. |                   | Ruolo | Calciatore            |
| -- | ----------------- | ----- | --------------------- |
|    | Italia (bandiera) | C     | Gabriele Alessandrini |
|    | Italia (bandiera) | C     | Giorgio Gambin        |
|    | Italia (bandiera) | D     | Alberto Giacomin      |
|    | Italia (bandiera) | A     | Natalino Gottardo     |
|    | Italia (bandiera) | D     | Albino Labura         |
|    | Italia (bandiera) | D     | Dino Landini          |
|    | Italia (bandiera) | P     | Stefano Lazzara       |
|    | Italia (bandiera) | D     | Mario Manera          |
|    | Italia (bandiera) | C     | Ernesto Meraviglia    |
|    | Italia (bandiera) | A     | Franco Migliorati     |
|    | Italia (bandiera) | P     | Maurizio Moscatelli   |

| N. |                   | Ruolo | Calciatore         |
| -- | ----------------- | ----- | ------------------ |
|    | Italia (bandiera) | C     | Camillo Orsi       |
|    | Italia (bandiera) | D     | Luigi Pasetti      |
|    | Italia (bandiera) | D     | Massimo Prevedini  |
|    | Italia (bandiera) | C     | Giuseppe Regali    |
|    | Italia (bandiera) | D     | Oscar Righetti     |
|    | Italia (bandiera) | C     | Lorenzo Righi      |
|    | Italia (bandiera) | D     | Felice Secondini   |
|    | Italia (bandiera) | C     | Gabriele Valentini |
|    | Italia (bandiera) | C     | Alberto Vergani    |
|    | Italia (bandiera) | A     | Bruno Zanolla      |

## Risultati

### Serie C

#### Girone di andata
| Arbitro: | Bitocchi (Tivoli) |

|  |           |                                     |
|  | Marcatori | 67’ Mascheroni 84’ (rig.) Calzolari |

| Arbitro: | Prato (Lecce) |

|             |           |                                              |
| Fiaschi 85’ | Marcatori | 17’ Regali 21’, 78’ Zanolla 45’ Alessandrini |

| Arbitro: | Bergamo (Livorno) |

|             |           |  |
| Zanolla 58’ | Marcatori |  |

| Arbitro: | Marino (Taranto) |

|                             |           |                               |
| Mazzoleri 20’ Mondonico 54’ | Marcatori | 52’ Alessandrini 79’ Gottardo |

| Arbitro: | Frasso (Capua) |

|                      |           |  |
| Righi 36’ Regali 72’ | Marcatori |  |

| Arbitro: | Esposito (Torre Annunziata) |

|                    |           |  |
| Pasetti 57’ (aut.) | Marcatori |  |

| Mantova 27 ottobre 1974 7ª giornata | Mantova              | 0 – 0 | Piacenza | Stadio Danilo Martelli\| Arbitro: \| Busalacchi (Palermo) \| |
| Arbitro:                            | Busalacchi (Palermo) |       |          |                                                              |

| Arbitro: | Marino (Genova) |

|                                           |           |               |
| Vergani 25’ Zanolla 35’ (rig.) Gambin 71’ | Marcatori | 77’ Fumagalli |

| Piacenza 10 novembre 1974 9ª giornata | Piacenza            | 0 – 0 | Seregno | Stadio Galleana\| Arbitro: \| Vivarelli (Firenze) \| |
| Arbitro:                              | Vivarelli (Firenze) |       |         |                                                      |

| Arbitro: | Lanzetti (Viterbo) |

|  |           |                                   |
|  | Marcatori | 76’ Gottardo 80’ Zanolla 84’ Orsi |

| Piacenza 24 novembre 1974 11ª giornata | Piacenza      | 0 – 0 | Padova | Stadio Galleana\| Arbitro: \| Redini (Pisa) \| |
| Arbitro:                               | Redini (Pisa) |       |        |                                                |

| Arbitro: | Falasca (Chieti) |

|             |           |                              |
| Tedoldi 32’ | Marcatori | 28’ (rig.) Zanolla 80’ Righi |

| Arbitro: | Migliore (Salerno) |

|                              |           |                |
| Zanolla 12’, 60’ Vergani 31’ | Marcatori | 21’ Manservisi |

| Arbitro: | Frasso (Capua) |

|             |           |            |
| Landini 83’ | Marcatori | 38’ Manera |

| Arbitro: | Pieri (Genova) |

|               |           |                                             |
| Luteriani 60’ | Marcatori | 17’ Gottardo 34’ Zanolla 74’ (aut.) Cazzani |

| Arbitro: | Colasanti (Roma) |

|                             |           |               |
| Manera 10’ Zanolla 13’, 24’ | Marcatori | 58’ Guarnieri |

| Arbitro: | Marino (Taranto) |

|  |           |            |
|  | Marcatori | 10’ Gambin |

| Arbitro: | Lanzafame (Taranto) |

|                               |           |            |
| Zanolla 25’ (rig.) Manera 37’ | Marcatori | 5’ Bonatti |

| Arbitro: | Bitocchi (Tivoli) |

|                  |           |             |
| Grion 55’ (rig.) | Marcatori | 24’ Zanolla |

#### Girone di ritorno
| Arbitro: | Falasca (Chieti) |

|  |           |             |
|  | Marcatori | 4’ Gottardo |

| Arbitro: | Marino (Genova) |

|                                       |           |                                                                         |
| Fiocchi 24’ (aut.) Zanolla 28’ (rig.) | Marcatori | 60’ Desio 65’ (rig.) Cesana 69’ Fiaschi 76’ Compagno 89’ (aut.) Pasetti |

| Arbitro: | Pieri (Genova) |

|                                   |           |             |
| Sanseverino 20’, 54’ Vincenzi 70’ | Marcatori | 48’ Zanolla |

| Piacenza 23 febbraio 1975 23ª giornata | Piacenza           | 0 – 0 | Cremonese | Stadio Galleana\| Arbitro: \| Lanzetti (Viterbo) \| |
| Arbitro:                               | Lanzetti (Viterbo) |       |           |                                                     |

| Udine 2 marzo 1975 24ª giornata | Udinese           | 0 – 0 | Piacenza | Stadio Moretti\| Arbitro: \| Bergamo (Livorno) \| |
| Arbitro:                        | Bergamo (Livorno) |       |          |                                                   |

| Arbitro: | Baldari (Roma) |

|                               |           |               |
| Volpi 37’ (aut.) Gottardo 57’ | Marcatori | 75’ Cremaschi |

| Arbitro: | Colasanti (Roma) |

|                       |           |  |
| Manera 54’ Gambin 66’ | Marcatori |  |

| Arbitro: | Esposito (Torre Annunziata) |

|                   |           |                      |
| Manera 21’ (aut.) | Marcatori | 11’, 16’, 80’ Gambin |

| Arbitro: | Marino (Taranto) |

|             |           |  |
| Vanazzi 21’ | Marcatori |  |

| Arbitro: | Paparesta (Bari) |

|                                                |           |              |
| Zanolla 27’ Regali 56’ Gambin 57’ Gottardo 86’ | Marcatori | 78’ De Cecco |

| Arbitro: | Lo Bello (Siracusa) |

|  |           |               |
|  | Marcatori | 38’ Valentini |

| Arbitro: | Falasca (Chieti) |

|                           |           |           |
| Secondini 7’ Gottardo 90’ | Marcatori | 36’ Piras |

| Arbitro: | Frasso (Capua) |

|                               |           |                                          |
| Manservigi 21’ Lazzaretto 71’ | Marcatori | 26’ Zanolla 43’, 46’ Gambin 70’ Gottardo |

| Arbitro: | Busalacchi (Palermo) |

|                        |           |  |
| Zanolla 62’ Gambin 84’ | Marcatori |  |

| Arbitro: | Zanchetta (Treviso) |

|                         |           |                   |
| Gambin 49’ Gottardo 85’ | Marcatori | 81’ (rig.) Parola |

| Vercelli 1º giugno 1975 35ª giornata | Pro Vercelli       | 0 – 0 | Piacenza | Stadio Leonida Robbiano\| Arbitro: \| Gazzari (Macerata) \| |
| Arbitro:                             | Gazzari (Macerata) |       |          |                                                             |

| Arbitro: | Mattei (Macerata) |

|                                    |           |              |
| Manera 6’ Zanolla 44’ Giacomin 78’ | Marcatori | 20’ Bertogna |

| Arbitro: | Paparesta (Bari) |

|              |           |                                    |
| Vianello 65’ | Marcatori | 34’ Gambin 36’ Pasetti 50’ Zanolla |

| Arbitro: | Bei (Roma) |

|                                                                       |           |                     |
| Cecco 8’ (aut.) Gottardo 22’, 37’ Zanolla 34’ (rig.), 39’, 51’ (rig.) | Marcatori | 61’ Cisco 87’ Grion |

### Coppa Italia Semiprofessionisti

#### Fase eliminatoria a gironi
| Arbitro: | Sfalcin (Milano) |

|                                   |           |                    |
| Cantagalli 4’ Righetti 20’ (aut.) | Marcatori | 52’ (rig.) Zanolla |

| Arbitro: | Carrettoni (Legnano) |

|              |           |                 |
| Gottardo 31’ | Marcatori | 20’ Matricciani |

| Arbitro: | Redini (Pisa) |

|                    |           |  |
| Zanolla 80’ (rig.) | Marcatori |  |

| Arbitro: | Baldari (Roma) |

|  |           |                  |
|  | Marcatori | 34’ Alessandrini |

#### Fase finale
| Arbitro: | Longhi (Roma) |

|               |           |  |
| Iori 39’, 56’ | Marcatori |  |

| Arbitro: | Morato (Venezia) |

|                 |           |          |
| Gambin 76’, 82’ | Marcatori | 56’ Iori |